# Am anderen Ende
Am anderen Ende ist ein Kurzfilm des Regisseurs Philipp Döring. Der Film gewann den First Steps Award 2009 in den Kategorien „Kurzfilm“ und „Sonderpreis Drehbuch“ und erhielt das Prädikat „besonders wertvoll“. Es produzierte Teymour Tehrani.

## Handlung
Der Film erzählt eine Nacht im Leben von Marianne, die als Telefonseelsorgerin arbeitet. In dieser Nacht wird sie von ihrer Tochter aufgesucht, die von ihr Geld fordert, um ihre Drogen zu finanzieren. Marianne versucht immer wieder, sich in ihrem Zimmer zu verstecken, doch schließlich kommt es zur offenen Konfrontation.

## Produktion
Am anderen Ende ist eine Produktion der Filmakademie Baden-Württemberg in Ludwigsburg.

## Kritiken
„Darstellerin Ursula Werner gibt dieser Frau mit einer grandiosen schauspielerischen Leistung ein markantes Gesicht und eine charaktervolle Stimme. (…) Eine atmosphärische Erzählung, auf Kürze zu einem großen und anrührenden Drama verdichtet. Besser geht es kaum!“

## Auszeichnungen
- First Steps Award 2009 für Regisseur Philipp Döring und Autorin Katharina Kress.
- Filmprädikat „besonders wertvoll“.
- Deutscher Kamerapreis 2010 in der Kategorie Kurzfilm für Leonard Lehmann, Förderpreis Schnitt für Sven Kulik.